# Raniceps raninus
Skabelon:Taxobox/species
Raniceps raninus, haletudsefisken, er en art af Gadidae- fisk, der befinder sig i det nordøstlige Atlanterhav omkring Frankrigs, Irlands og Storbritanniens og Nordsøens kyster . Denne art vokser til en samlet længde på 27,5 cm. Det er uden betydning for den kommercielle fiskeriindustri, selvom det kan findes i akvariehandlen og vises i offentlige akvarier.